# Arman Zangeneh
Arman Zangeneh (in persiano آرمان زنگنه‎; Teheran, 15 giugno 1993) è un cestista iraniano.

## Carriera
Con l'Iran ha disputato due edizioni dei Campionati mondiali (2014, 2019).